# 베냐민 네타냐후
베냐민 네타냐후로도 불리는 빈야민 네탄야후(히브리어: בִּנְיָמִין נְתַנְיָהוּ‎, 히브리어 발음: [binjaˈmin netanˈjahu] ( 듣기), 1949년 10월 21일~)는 이스라엘의 정치인이다. 비비(히브리어: ביבי)라는 별칭을 가지고 있으며 1996년부터 1999년까지, 2009년부터 2021년까지, 2022년부터 현재까지 이스라엘 총리를 총 17년 이상 역임하며 이스라엘 역사상 가장 오래 재임한 총리 기록을 가지고 있다.
1949년 이스라엘 텔아비브에서 세속적 유대인 가정에서 태어나 서예루살렘과 미국에서 성장했다. 1967년 이스라엘 방위군에 입대하기 위해 이스라엘로 돌아왔고 사예레트 맷칼 특수부대에서 대위로 명예 제대할 때까지 복무했다. 1972년 미국으로 복귀해 매사추세츠 공과대학교를 졸업한 후 보스턴 컨설팅 그룹에서 일하다 1978년 이스라엘로 돌아와 요나탄 네타냐후 대테러 연구소를 설립했다. 1984년부터 1988년까지 주유엔 이스라엘 대사를 지냈고 1993년 리쿠드 당 대표로 선출된 후 야당 대표가 되었다. 1996년 총선에서 승리하며 국민 투표로 직접 선출된 최초의 이스라엘 총리이자 역대 최연소 총리, 그리고 이스라엘 독립 이후 태어난 첫번째 총리가 되었으며 1999년 총선에서 패배한 후 정계에서 은퇴하고 민간 부문에서 활동했다. 이후 다시 정계로 돌아와 외무부 장관과 재무부 장관을 역임하며 이스라엘 경제 개혁을 시작했으나 이스라엘의 가자 지구 철수로 사임했다.
2005년 리쿠드당 대표로 복귀하여 2006년부터 2009년까지 야당 대표를 지냈다. 2009년 선거 이후 다른 우익 정당들과 연립 정부를 구성하고 총리가 되었고 2013년과 2015년 선거에서 리쿠드당을 승리로 이끌었다. 그는 1980년대부터 친구였던 도널드 트럼프와의 사적관계를 2016년부터 외교 정책에 활용하기 시작했고 트럼프의 첫 번째 대통령 임기 동안 미국으로부터 예루살렘을 이스라엘의 수도로 인정받았고, 골란고원에 대한 이스라엘의 주권을 인정받았으며, 아랍 세계가 이스라엘의 주권을 인정한 아브라함 협정을 중재했다. 2019년 배임, 뇌물, 사기 혐의로 기소되었고 총리직을 제외한 모든 장관직에서 물러났다. 2018-2022 이스라엘 정치 위기로 베니 간츠와 교대 정부 설립 합의를 체결했고 이 합의는 2020년 붕괴되어 2021년 3월 총선으로 이어졌다. 총선 이후 2021년 6월 총리직에서 물러났으나 2022년 총선에서 총리직에 복귀했다.
2023년 네타냐후 연정 내각이 사법 개혁을 추진하며 2023년 초 대규모 시위가 촉발했다. 같은 해 하마스 주도 팔레스타인 무장 단체가 10월 7일 하마스의 이스라엘 공격을 실시하며 이스라엘-하마스 전쟁이 발발했고 하마스 공격에 대한 초기 대응 실패와 이스라엘인 인질 귀환 실패로 인해 전국적인 시위가 발발했다. 2024년 10월 10월 7일 공격 이후 하마스를 도운 동맹 세력 헤즈볼라의 군사 능력을 파괴한다는 목표로 레바논 침공을 명령했고 12월 아사드 정권의 몰락 이후 세워진 시리아 정부에 대한 시리아 침공을 지시했다. 그는 2025년 이란에 대한 이스라엘군의 공습을 주재했고 이는 이란-이스라엘 전쟁으로 확대되었다.
네타냐후는 이스라엘의 서안 지구 점령 이후 이스라엘 정착촌 확대, 이스라엘의 민주주의 후퇴와 권위주의적 정치 행보로 비판받고 있다. 이스라엘 정착촌 확대는 국제법상 불법으로 간주되고 있으며 네타냐후 정부는 가자에서 집단살해 혐의를 받고 있고 이는 2023년 12월 국제사법재판소에서 남아프리카 공화국 v. 이스라엘 소송으로 이어졌다. 그는 2024년 11월 국제형사재판소로부터 팔레스타인에 대한 ICC 조사 이후 전쟁범죄와 인도에 반한 죄에 대한 항목으로 체포영장을 받았다.

## 어린 시절
이스라엘이 건국된 이후인 1949년 텔아비브에서 태어났다. 대학 교수인 부친 벤지온 네타냐후를 따라 1963년 미국으로 건너갔으며, 이후 6년간 군복무를 한 것을 제외하고는 1980년대 후반 이스라엘 정계에 들어오기 전까지는 거의 미국에서 활동하였다. MIT 에서 건축학을 전공으로 학사 학위를 취득하며 학부를 마쳤고 하버드 경영대학원에서 석사과정을 마쳤다. 하버드 경영대학원 재학 중에 하버드 대학교 대학원에서 정치학도 수학했으나 형 요나탄 네타냐후가 엔테베 작전 중 사망함으로 인해 정치학 박사과정을 마치지 못했다.
MIT 졸업 후 보스턴 컨설팅 그룹(BCG)에서 근무하였다. 이때 2012년 미국 대통령 선거에 출마해 버락 오바마에 대항할 밋 롬니를 BCG 동료로 만나 친분을 쌓았다. 1982년에는 워싱턴의 주미 대사관에서 근무하였고, 1984년 ~ 1988년 주 UN 대사를 지냈다. 1988년 국회의원으로 선출되었고, 이츠하크 샤미르 정권에서 각료로 재직하였다.

## 정치 생활

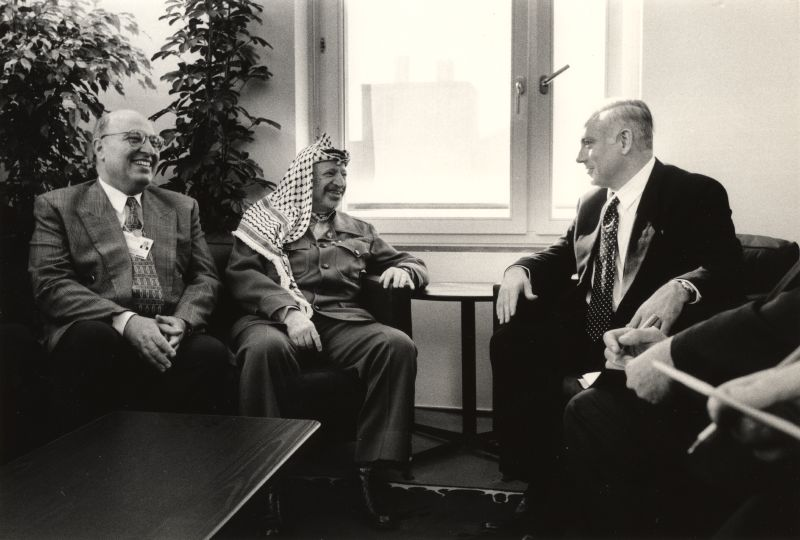
야세르 아라파트와 함께 (1996년)

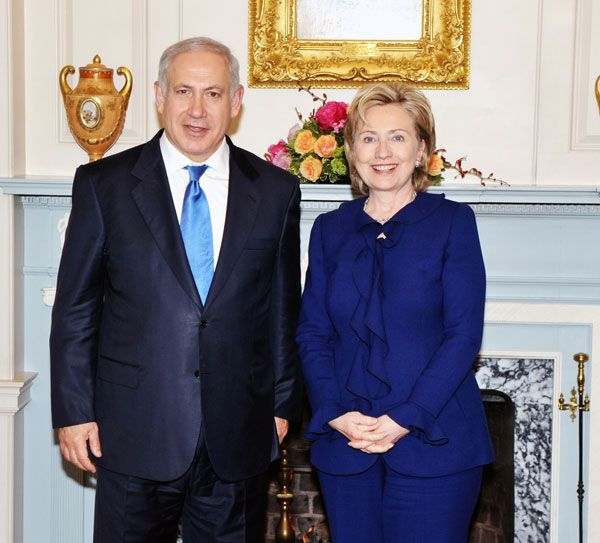
힐러리 클린턴 당시 미국 국무장관과 함께 (2009년)

1993년 리쿠드 당수로 선출되었으며, 1996년 총선을 맞이하게 되었다. 이 총선에서는 동시에 총리를 별도로 직선으로 뽑도록 되어 있었다. 총선 직전 팔레스타인의 소행으로 보이는 테러 사건이 연달아 일어나면서, 그는 팔레스타인에 대한 초강경 정책을 실시할 것을 내비치며, 온건파인 시몬 페레스 당시 총리를 공격하였고, 결국 그는 페레스를 1% 포인트 차로 제치고 총리로 당선되었다. 그는 당시 이스라엘 역사상 최연소 총리였고, 또한 이스라엘 건국 이후 이스라엘 영토 안에서 태어난 최초의 총리였다.
총리로 재직하면서 팔레스타인에 대한 적대적인 감정을 드러내고 야세르 아라파트와 대립하기도 했으나, 미국과 요르단의 중재로 와이리버 협정을 체결하여 영토분쟁을 종식시킬 수 있는 계기를 마련하였다. 그러나 이러한 협정 체결은 그를 지지하던 우파의 신임을 잃게 되는 결과를 초래했고, 개인적인 문제와 부패 스캔들 등으로 구설수에 올라 1999년 총리 선거에서 이스라엘 노동당의 에후드 바라크에게 패하여 총리직에서 물러났다. 이에 그는 리쿠드의 당수직도 내놓고 잠시 정계에서 물러났다.
그 후 아리엘 샤론 정권의 각료로 참여하게 되어, 2002년 ~ 2003년 외무장관으로 재직하였고, 2003년 재무장관으로 임명되었다. 또한 아리엘 샤론이 맡고 있던 리쿠드 당수직도 다시 노리게 되었다. 그런 가운데 2005년 8월 9일 샤론 총리의 가자 지구 유대인 정착촌 철수 계획에 반대하며 재무장관직을 사임하였다. 그리고 샤론 총리가 리쿠드를 탈당하고 카디마를 창당하자 그 해 12월 리쿠드 당수직 선거에서 다시 당수로 선출되었으며, 2006년 총선에 출마하였다. 총선 결과 리쿠드는 원내 제1당의 자리를 카디마에 빼앗겼으며, 총리는 카디마의 에후드 올메르트가 선출되었다. 그러나 그는 계속하여 자신이 다시 총리가 되면 이란 핵시설에 선제 공격을 하겠다고 발언하는 등 초강경 우파의 행보를 이어갔다.
그 후 이스라엘 정국은 경제위기, 집권당인 카디마의 부패 스캔들, 가자 지구 문제 등으로 혼란이 계속되었다. 비리에 연루된 에후드 올메르트 총리 이후 새 정부 구성이 이루어지지 못하자, 2009년 2월, 조기 총선이 실시되었다. 가자 사태가 쟁점이 된 총선 기간 중에도 강경 우파 행보를 이어갔으며, 이에 호응하는 유권자들의 반응에 카디마에 대한 국민들의 반감도 작용하여 그와 리쿠드에 대한 인기가 높았다. 총선 결과 그가 이끄는 리쿠드는 카디마에 1석 차로 패했으나, 그는 에후드 바라크 전 총리가 이끄는 노동당 등과 연정을 구성하여 3월 31일 총리 자리에 올랐다. 이후 5선 연임을 하였다.
2021년 해산으로 치러진 총선에서 연정 구성을 하지 못한 상태에서 하마스가 동예루살렘에서 일어나는 이스라엘의 팔레스타인인에 대한 조치에 반발해 무력으로 대응하자 하마스에 보복공격을 하여 반격 작전을 주도하였다.(2021년 이스라엘-팔레스타인 위기) 교전이 끝난 후, 나프탈리 베네트가 야이르 라피드와 연정 협상을 한다고 밝혀 정권을 잃을 위기에 몰렸고, 결국 실각했다.